# Jewell, Kansas
Jewell är en ort i Jewell County i Kansas. Vid 2010 års folkräkning hade Jewell 432 invånare.